# 1996-os labdarúgó-Európa-bajnokság (selejtező – 6. csoport)
Az 1996-os labdarúgó-Európa-bajnokság selejtezőjének 6. csoportjának mérkőzéseit tartalmazó lapja. A csoportban Írország, Portugália, Észak-Írország, Ausztria, Lettország és Liechtenstein szerepelt. A csapatok körmérkőzéses, oda-visszavágós rendszerben játszottak egymással.
Portugália kijutott az 1996-os labdarúgó-Európa-bajnokságra. Írország az egyik legrosszabb csoportmásodikként pótselejtezőt játszott, amelyet elvesztett és kiesett.

## Tabella
| Hely. | Csapat         | M  | Gy | D | V | G+ | G– | Gk  | P  | Továbbjutás                            |     | Portugália | Írország | Észak-Írország | Ausztria | Lettország | Liechtenstein |
| ----- | -------------- | -- | -- | - | - | -- | -- | --- | -- | -------------------------------------- | --- | ---------- | -------- | -------------- | -------- | ---------- | ------------- |
| 1.    | Portugália     | 10 | 7  | 2 | 1 | 29 | 7  | +22 | 16 | Kijutott az 1996-os Európa-bajnokságra |     | —          | 3–0      | 1–1            | 1–0      | 3–2        | 8–0           |
| 2.    | Írország       | 10 | 5  | 2 | 3 | 17 | 11 | +6  | 12 | Pótselejtezőbe került                  |     | 1–0        | —        | 1–1            | 1–3      | 2–1        | 4–0           |
| 3.    | Észak-Írország | 10 | 5  | 2 | 3 | 20 | 15 | +5  | 12 |                                        |     | 1–2        | 0–4      | —              | 5–3      | 1–2        | 4–1           |
| 4.    | Ausztria       | 10 | 5  | 1 | 4 | 29 | 14 | +15 | 11 |                                        | 1–1 | 3–1        | 1–2      | —              | 5–0      | 7–0        |               |
| 5.    | Lettország     | 10 | 4  | 0 | 6 | 11 | 20 | −9  | 8  |                                        | 1–3 | 0–3        | 0–1      | 3–2            | —        | 1–0        |               |
| 6.    | Liechtenstein  | 10 | 0  | 1 | 9 | 1  | 40 | −39 | 1  |                                        | 0–7 | 0–0        | 0–4      | 0–4            | 0–1      | —          |               |

1. 1 2  Egymás elleni pontszám: Írország 4, Észak-Írország 1.

## Mérkőzések
Az időpontok helyi idő szerint értendők.
| 1994. április 20. 20:00 |

| Észak-Írország                   | 4–1               | Liechtenstein |
| -------------------------------- | ----------------- | ------------- |
| Quinn 4' 32' Lomas 25' Dowie 48' | (3–0) Jegyzőkönyv | Hasler 82'    |

| Windsor Park, Belfast Nézőszám: 7150 Játékvezető: Roelof Luinge (holland) |

| 1994. szeptember 7. 17:00 |

| Liechtenstein | 0–4               | Ausztria                       |
| ------------- | ----------------- | ------------------------------ |
|               | (0–3) Jegyzőkönyv | Polster 18' 45' 79' Aigner 22' |

| Sportpark, Eschen Nézőszám: 5800 Játékvezető: Wieland Ziller (német) |

| 1994. szeptember 7. 20:00 |

| Lettország | 0–3               | Írország                                 |
| ---------- | ----------------- | ---------------------------------------- |
|            | (0–2) Jegyzőkönyv | Aldridge 16' 75' (11-esből) Sheridan 29' |

| Daugava Stadium, Riga Nézőszám: 3226 Játékvezető: Anders Frisk (svéd) |

| 1994. szeptember 7. 20:00 |

| Észak-Írország       | 1–2               | Portugália                |
| -------------------- | ----------------- | ------------------------- |
| Quinn 58' (11-esből) | (0–1) Jegyzőkönyv | Rui Costa 8' Domingos 81' |

| Windsor Park, Belfast Nézőszám: 6301 Játékvezető: Rune Pedersen (norvég) |

| 1994. október 9. 19:00 |

| Lettország    | 1–3               | Portugália                         |
| ------------- | ----------------- | ---------------------------------- |
| Miļevskis 87' | (0–1) Jegyzőkönyv | João Manuel Pinto 31' 69' Figo 70' |

| Daugava Stadium, Riga Nézőszám: 5400 Játékvezető: Eric Blareau (belga) |

| 1994. október 12. 19:35 |

| Ausztria               | 1–2               | Észak-Írország        |
| ---------------------- | ----------------- | --------------------- |
| Polster 24' (11-esből) | (1–2) Jegyzőkönyv | Gillespie 2' Gray 35' |

| Ernst Happel Stadion, Bécs Nézőszám: 19 742 Játékvezető: Antonio Jesús Lõpez Nieto (spanyol) |

| 1994. október 12. 19:30 |

| Írország                  | 4–0               | Liechtenstein |
| ------------------------- | ----------------- | ------------- |
| Coyne 3' 5' Quinn 31' 82' | (3–0) Jegyzőkönyv |               |

| Lansdowne Road, Dublin Nézőszám: 32 980 Játékvezető: Bragi Bergmann (izlandi) |

| 1994. november 13. 17:00 |

| Portugália | 1–0               | Ausztria |
| ---------- | ----------------- | -------- |
| Figo 37'   | (1–0) Jegyzőkönyv |          |

| Estádio da Luz, Lisszabon Nézőszám: 22 273 Játékvezető: Peter Mikkelsen (dán) |

| 1994. november 15. 14:00 |

| Liechtenstein | 0–1               | Lettország   |
| ------------- | ----------------- | ------------ |
|               | (0–1) Jegyzőkönyv | Babičevs 14' |

| Sportpark, Eschen Nézőszám: 1300 Játékvezető: Piotr Werner (lengyel) |

| 1994. november 16. 20:00 |

| Észak-Írország | 0–4               | Írország                                        |
| -------------- | ----------------- | ----------------------------------------------- |
|                | (0–3) Jegyzőkönyv | Aldridge 6' Keane 11' Sheridan 38' Townsend 55' |

| Windsor Park, Belfast Nézőszám: 10 336 Játékvezető: Serge Muhmenthaler (svájci) |

| 1994. december 18. 17:00 |

| Portugália                                                                           | 8–0               | Liechtenstein |
| ------------------------------------------------------------------------------------ | ----------------- | ------------- |
| Domingos 3' 12' Oceano 45' João Domingos Pinto 57' Couto 73' Folha 74' Alves 75' 79' | (3–0) Jegyzőkönyv |               |

| Estádio da Luz, Lisszabon Nézőszám: 22 800 Játékvezető: Lubomír Puček (cseh) |

| 1995. március 29. 14:30 |

| Írország  | 1–1               | Észak-Írország |
| --------- | ----------------- | -------------- |
| Quinn 47' | (0–0) Jegyzőkönyv | Dowie 73'      |

| Lansdowne Road, Dublin Nézőszám: 32 200 Játékvezető: Mario van der Ende (holland) |

| 1995. március 29. 18:25 |

| Ausztria                                                    | 5–0               | Lettország |
| ----------------------------------------------------------- | ----------------- | ---------- |
| Herzog 17' 59' Pfeifenberger 40' Polster 69' (11-esből) 89' | (2–0) Jegyzőkönyv |            |

| Stadion Lehen, Salzburg Nézőszám: 5262 Játékvezető: Charles Agius (máltai) |

| 1995. április 26. 19:00 |

| Lettország | 0–1               | Észak-Írország       |
| ---------- | ----------------- | -------------------- |
|            | (0–0) Jegyzőkönyv | Dowie 70' (11-esből) |

| Daugava Stadium, Riga Nézőszám: 1560 Játékvezető: Finn Lambeck (dán) |

| 1995. április 26. 18:25 |

| Ausztria                                                                    | 7–0               | Liechtenstein |
| --------------------------------------------------------------------------- | ----------------- | ------------- |
| Kühbauer 8' Polster 11' 54' (11-esből) Sabitzer 17' Pürk 84' Hütter 87' 90' | (3–0) Jegyzőkönyv |               |

| Stadion Lehen, Salzburg Nézőszám: 5700 Játékvezető: Vasiliy Melnichuk (ukrán) |

| 1995. április 26. 19:30 |

| Írország     | 1–0               | Portugália |
| ------------ | ----------------- | ---------- |
| Staunton 45' | (1–0) Jegyzőkönyv |            |

| Lansdowne Road, Dublin Nézőszám: 33 500 Játékvezető: Christer Fällström (svéd) |

| 1995. június 3. 18:00 |

| Liechtenstein | 0–0         | Írország |
| ------------- | ----------- | -------- |
|               | Jegyzőkönyv |          |

| Sportpark, Eschen Nézőszám: 4500 Játékvezető: Charles Agius (máltai) |

| 1995. június 3. 21:00 |

| Portugália                          | 3–2               | Lettország     |
| ----------------------------------- | ----------------- | -------------- |
| Figo 5' Secretário 20' Domingos 21' | (3–0) Jegyzőkönyv | Rimkus 51' 82' |

| Estádio das Antas, Porto Nézőszám: 26 619 Játékvezető: Zoran Petrović (jugoszláv) |

| 1995. június 7. 20:00 |

| Észak-Írország | 1–2               | Lettország                   |
| -------------- | ----------------- | ---------------------------- |
| Dowie 44'      | (1–0) Jegyzőkönyv | Zeiberliņš 57' Astafjevs 61' |

| Windsor Park, Belfast Nézőszám: 6935 Játékvezető: Juan Ansuátegui Roca (spanyol) |

| 1995. június 11. 16:00 |

| Írország     | 1–3               | Ausztria                  |
| ------------ | ----------------- | ------------------------- |
| Houghton 67' | (0–0) Jegyzőkönyv | Polster 70' 80' Ogris 74' |

| Lansdowne Road, Dublin Nézőszám: 33 000 Játékvezető: Markus Merk (német) |

| 1995. augusztus 15. 18:00 |

| Liechtenstein | 0–7               | Portugália                                                             |
| ------------- | ----------------- | ---------------------------------------------------------------------- |
|               | (0–3) Jegyzőkönyv | Domingos 25' Santos 33' Rui Costa 41' 70' (11-esből) Alves 66' 73' 90' |

| Sportpark, Eschen Nézőszám: 3500 Játékvezető: Dragutin Poljak (horvát) |

| 1995. augusztus 16. 20:00 |

| Lettország                    | 3–2               | Ausztria                |
| ----------------------------- | ----------------- | ----------------------- |
| Rimkus 12' 60' Zeiberliņš 88' | (1–0) Jegyzőkönyv | Polster 69' Ramusch 78' |

| Daugava Stadium, Riga Nézőszám: 2600 Játékvezető: Ilkka Koho (finn) |

| 1995. szeptember 3. 21:00 |

| Portugália   | 1–1               | Észak-Írország |
| ------------ | ----------------- | -------------- |
| Domingos 47' | (0–0) Jegyzőkönyv | Hughes 65'     |

| Estádio da Luz, Lisszabon Nézőszám: 26 780 Játékvezető: Rémi Harrel (francia) |

| 1995. szeptember 6. 18:30 |

| Lettország       | 1–0               | Liechtenstein |
| ---------------- | ----------------- | ------------- |
| Zeiberliņš 45+3' | (1–0) Jegyzőkönyv |               |

| Daugava Stadium, Riga Nézőszám: 3800 Játékvezető: Tom Henning Øvrebø (norvég) |

| 1995. szeptember 6. 20:30 |

| Ausztria          | 3–1               | Írország    |
| ----------------- | ----------------- | ----------- |
| Stöger 3' 64' 77' | (1–0) Jegyzőkönyv | McGrath 74' |

| Ernst Happel Stadion, Bécs Nézőszám: 24 000 Játékvezető: Ahmet Çakar (török) |

| 1995. október 11. 15:00 |

| Liechtenstein | 0–4               | Észak-Írország                             |
| ------------- | ----------------- | ------------------------------------------ |
|               | (0–1) Jegyzőkönyv | O’Neill 36' McMahon 49' Quinn 55' Gray 71' |

| Sportpark, Eschen Nézőszám: 1100 Játékvezető: Ľuboš Micheľ (szlovák) |

| 1995. október 11. 19:30 |

| Írország                    | 2–1               | Lettország |
| --------------------------- | ----------------- | ---------- |
| Aldridge 60' (11-esből) 63' | (0–0) Jegyzőkönyv | Rimkus 78' |

| Lansdowne Road, Dublin Nézőszám: 33 500 Játékvezető: Juan Fernández Marín (spanyol) |

| 1995. október 11. 20:30 |

| Ausztria   | 1–1               | Portugália |
| ---------- | ----------------- | ---------- |
| Stöger 20' | (1–0) Jegyzőkönyv | Santos 49' |

| Ernst Happel Stadion, Bécs Nézőszám: 44 000 Játékvezető: Nikolai Levnikov (orosz) |

| 1995. november 15. 20:00 |

| Észak-Írország                                           | 5–3               | Ausztria                       |
| -------------------------------------------------------- | ----------------- | ------------------------------ |
| O’Neill 27' 76' Dowie 32' (11-esből) Hunter 53' Gray 64' | (2–0) Jegyzőkönyv | Schopp 56' Stumpf 70' Wetl 80' |

| Windsor Park, Belfast Nézőszám: 8451 Játékvezető: Leif Sundell (svéd) |

| 1995. november 15. 21:00 |

| Portugália                          | 3–0               | Írország |
| ----------------------------------- | ----------------- | -------- |
| Rui Costa 59' Hélder 75' Cadete 89' | (0–0) Jegyzőkönyv |          |

| Estádio da Luz, Lisszabon Nézőszám: 71 766 Játékvezető: Piero Ceccarini (olasz) |